# Xanthoparmelia triebeliae
Xanthoparmelia triebeliae är en lavart som beskrevs av Elix. Xanthoparmelia triebeliae ingår i släktet Xanthoparmelia och familjen Parmeliaceae.   Inga underarter finns listade i Catalogue of Life.